# 望江県
望江県（ぼうこう-けん）は、中華人民共和国安徽省安慶市に位置する県。

## 行政区画
- 街道:雷陽街道、吉水街道、回竜街道
- 鎮:華陽鎮、楊湾鎮、漳湖鎮、賽口鎮、高士鎮、鴉灘鎮、長嶺鎮、太慈鎮、雷池鎮
- 郷:涼泉郷